# Философский анархизм
Философский анархизм — анархическая школа мысли, которая фокусируется на критике власти, особенно политической, и нравственной легитимности правительств, не поддерживая насильственные действия по его устранению. Хотя философский анархизм и не подразумевает каких-либо насильственных действий по устранению власти, философские анархисты не принимают и не подчиняются власти государства и, по сути, считают, что государство не имеет права господствовать над людьми. Философский анархизм — это, главным образом, составная часть анархо-индивидуализма.
Профессор Майкл Фриден выделяет четыре основных типа анархо-индивидуализма. По его словам, первый тип связан с Уильямом Годвином, который защищает самоуправление с «прогрессивным рационализмом, включающим доброжелательное отношение к окружающим». Второй тип — это эгоизм, который больше всего ассоциируется с Максом Штирнером. Третий тип «встречается в ранних прогнозах Герберта Спенсера», и в прогнозах некоторых его учеников, таких как Вордсворт Донисторп, которые предвидели в этом смысле «избыточность государства в источнике социальной эволюции». Четвёртый тип сохраняет умеренную форму эгоизма и основывается на социальном сотрудничестве через защиту свободного рынка, имея таких последователей, как американский анархист-индивидуалист Бенджамин Такер и зеленый анархист Генри Торо.
К философским анархистам относятся: Мохандас Ганди, Уильям Годвин, Дж. Р. Р. Толкиен, Пьер-Жозеф Прудон, Джеймс Джойс, Герберт Спенсер, Макс Штирнер, Эмиль Арман и Генри Дэвид Торо. Современными философскими анархистами являются А. Джон Симмонс, Роберт Пол Вольфф и Майкл Хьюмер.

## Вариации
По замыслу Уильяма Годвина, философский анархизм требует, чтобы индивиды действовали в соответствии со своими собственными суждениями и предоставляли такую же свободу всем другим индивидам. Согласно Максу Штирнеру, эгоистический означает единственный, который сам себе господин и ни перед кем не имеет обязательств. В пределах своих возможностей, он делает то, что считает правильным.
Философские анархисты могут смириться с существованием минимального государства, как временного «неотвратимого зла», но утверждают, что граждане не имеют нравственного обязательства подчиняться государству, если его законы противоречат личной свободе.
Вместо того, чтобы «взять в руки оружие и разрушить государство», философские анархисты «работают над постепенными изменениями, чтобы освободить человека от деспотичных законов и социальных ограничений современного государства, и позволить всем людям получить право на самоопределение и стать созидателями ценностей». Они могут выступать против немедленной ликвидации государства насильственным путем из-за опасений, что то, что останется, может оказаться уязвимым для установления еще более пагубной и деспотичной власти. Это особенно актуально среди тех анархистов, которые считают насилие и государство синонимами или считают, что контрпродуктивно, если общественная реакция на насилие приводит к росту «правоохранительного» насилия.
Объединяющей характеристикой анархистских учений является именно их неприятие государственного контроля и любого вида порядка. Дж. Р. Р. Толкиен, например, однажды написал, что, если говорить о политических взглядах «я склоняюсь всё больше и больше к анархии (в философском понимании, что означает отмену контроля, а не усатых мужчин с бомбами) или к неконституционной монархии».
Майкл Хьюмер написал: «В терминологии современной политической философии я до сих пор защищал философский анархизм (точку зрения, что не существует политических обязательств), но мне еще предстоит защитить политический анархизм (точку зрения, что правительство должно быть упразднено)». Он утверждает, что «терминология вводит в заблуждение», поскольку «оба вида «анархизма» являются и философскими и политическими утверждениями».

## Известные философские анархисты
Уильям Годвин, основатель философского анархизма, считал, что правительство — это «неотвратимое зло», которое будет становиться все более бессильным и ненужным вследствие постепенного распространения знаний. Он предупреждал людей о пагубности правительства и призывал проявлять бдительность в отношении того, что считал «узурпацией частного суждения и индивидуальной совести человечества». Годвин считал, что люди должны как можно меньше терпеть правительство и что они должны развиваться интеллектуально и социально, взаимодействуя друг с другом.
Анархо-индивидуалист 19-го века Виктор Яррос также высказывал позицию, типичную для философского анархиста:

Отмене внешнего государства должен предшествовать распад понятий, которые вдыхают жизнь и бодрость в этого неуклюжего монстра: другими словами, это произойдет только тогда, когда люди научатся ценить свободу, и понимать истины анархической философии, только тогда вопрос практического упразднения государства приобретает значение.
Махатма Ганди нелюбил государство и хотел его упразднения, однажды он сказал, что воспринимает себя «философским анархистом».
Томас Джефферсон, третий президент США, также иногда рассматривается как философский анархист . Он отмечает, что «каждый американец должен иметь право препятствовать тому, чтобы правительство ущемляло свободы своих граждан».